# Magnichela santaremensis
Magnichela santaremensis är en spindelart som beskrevs av Silva och Arno Antonio Lise 2006. Magnichela santaremensis ingår i släktet Magnichela och familjen Trechaleidae. Inga underarter finns listade i Catalogue of Life.